# Малятинецька сільська рада
Малятине́цька сільська́ ра́да — адміністративно-територіальна одиниця та орган місцевого самоврядування в Кіцманському районі Чернівецької області. Адміністративний центр — село Малятинці.

## Загальні відомості
- Населення ради: 1 214 особи (станом на 2001 рік)

## Населені пункти
Сільській раді підпорядковані населені пункти:
- с. Малятинці

## Склад ради
Рада складалася з 16 депутатів та голови.
- Голова ради: Маруняк Іван Георгійович
- Секретар ради: Микитюк Людмила Василівна

### Керівний склад попередніх скликань
| Прізвище, ім'я, по батькові | Основні відомості                                                               | Дата обрання | Дата звільнення |
| --------------------------- | ------------------------------------------------------------------------------- | ------------ | --------------- |
| Нацюк Іван Степанович       | Сільський голова, 1964 року народження, безпартійний                            | 26.03.2006   | 31.10.2010      |
| Маруняк Іван Георгійович    | Сільський голова, 1970 року народження, освіта середня спеціальна, безпартійний | 31.10.2010   |                 |

Примітка: таблиця складена за даними сайту Верховної Ради України

### Депутати
За результатами місцевих виборів 2010 року депутатами ради стали:

#### За суб'єктами висування
| Суб'єкт висування | Кількість обраних депутатів | %   |
| ----------------- | --------------------------- | --- |
| Самовисування     | 16                          | 100 |

#### За округами
| № округу | Прізвище, ім'я, по батькові   | Дата визнання обраним | Освіта             | Партійна приналежність | Відомості про обраного депутата                                           |
| -------- | ----------------------------- | --------------------- | ------------------ | ---------------------- | ------------------------------------------------------------------------- |
| 1        | Грамик Валентина Іванівна     | 04.11.2010            | середня спеціальна | позапартійна           | Ставчанський БНТД, директор                                               |
| 2        | Стрийська Олена Василівна     | 04.11.2010            | вища               | позапартійна           | Малятинецький загальноосвітній навчальний заклад, вчитель                 |
| 3        | Микитюк Василь Миколайович    | 04.11.2010            | середня спеціальна | позапартійний          | «Арт Модерн», працівник                                                   |
| 4        | Тимофійчук Ганна Миколаївна   | 04.11.2010            | середня спеціальна | позапартійна           | Малятинецька сільська рада, соціальний працівник                          |
| 5        | Шелепенда Лілія Василівна     | 04.11.2010            | вища               | позапартійна           | Ставчанська амбулаторія загальної практики — сімейної медицини, лікар     |
| 6        | Микитюк Людмила Василівна     | 04.11.2010            | середня спеціальна | позапартійна           | Малятинецька сільська рада, секретар                                      |
| 7        | Ткачик Іван Тодорович         | 04.11.2010            | середня спеціальна | позапартійний          | приватний підприємець                                                     |
| 8        | Мельничук Марія Миколаївна    | 04.11.2010            | середня спеціальна | позапартійна           | пенсіонер                                                                 |
| 9        | Танасійчук Сергій Георгійович | 04.11.2010            | середня            | позапартійний          | Кіцманський державний аграрний технікум, студент                          |
| 10       | Семенюк Сергій Михайлович     | 04.11.2010            | середня спеціальна | позапартійний          | Малятинецький будинок культури, художній керівник                         |
| 11       | Мачушак Юлія Федорівна        | 04.11.2010            | середня спеціальна | позапартійна           | Чернівецька МДКЛ, медсестра                                               |
| 12       | Никифорук Галина Михайлівна   | 04.11.2010            | середня спеціальна | позапартійна           | Малятинецька сільська рада, землевпорядник                                |
| 13       | Ткачик Дмитро Васильович      | 04.11.2010            | вища               | позапартійний          | Управління соціального захисту населення, начальник відділу автоматизації |
| 14       | Никифорук Марія Миколаївна    | 04.11.2010            | середня спеціальна | позапартійна           | Малятинецька сільська рада, касир-рахівник                                |
| 15       | Стрийський Олексій Іванович   | 04.11.2010            | вища               | позапартійний          | тимчасово не працює                                                       |
| 16       | Захарюк Ольга Михайлівна      | 04.11.2010            | вища               | позапартійна           | тимчасово не працює                                                       |